# Центральна площа (Чернівці)
Центральна площа (Чернівці) — головна площа Чернівців, центр міста.

## Назви центральної площі Чернівців в різні історичні періоди
Теперішня Центральна площа Чернівців до 1918 року мала офіційну назву Ringplatz (площа Ринок), до 1940 — Piaţa Unirei (площа Возз'єднання), до 1949 року — Червона площа, з 1949 по сьогодні — Центральна площа.

## Бічні вулиці
Від Центральної площі як промінці розходяться врізнобіч майже всі головні вулиці міста: Головна, Руська, Університетська, Івана Франка, Ольги Кобилянської, а також вулиці імені Міхая Емінеску і Поштова.

## Транспорт
З 1897 року до 1966 року через центральну площу Чернівців проходила лінія трамваю, яка з'єднувала північну і південну частини міста.

Центральна площа (на той час — Piata Unirii) вже з трамваєм

З 1966 року основним громадським транспортом міста є тролейбус.
Тролейбус, як транспорт, в Чернівцях почав використовуватися в 1939 році.
Існувала одна лінія № 4: від резиденції митрополита вулицями Університетською та Руською, пересікаючи центральну площу до вул. Зеленої.
Тепер через Центральну площу проходять п'ять тролейбусних маршрутів: № 3 і № 5 — з'єднують північну і південну частини міста (район річки Прут, Садгора до району автобусної станції); № 1 — з'єднує східну частину міста та житловий масив на проспекті Незалежності; № 2 і № 4 (частково — довоєнний маршрут, продовженний) — з'єднують західну і східну частини міста.
Через Центральну площу проїзжають деякі «маршрутки». В довоєнний час курсували автобуси.

## Історія створення

Площа Ринок

Своїм створенням Центральна площа (площа Ringplaz (Ринок)) завдячує цісареві Йосифу II.
Під час перших відвідин Чернівців у червні 1783 року він запропонував магістратові місце для ринкової площі та категорично наказав знести розташовані там хатини.
Галицьке намісництво 27 липня 1796 року зобов'язало Буковинську окружну управу розробити план нової площі.
Переговори між міським судом, Буковинською окружною управою, Галицьким намісництвом та власниками земельних ділянок, небхідних для створення площі, велися досить напружено і тривали довгий час.
Рішення щодо викупу земельних ділянок і оплати їх вартості розглядались в Чернівецькому міському суді з 1800 по 1832 рік.
Згідно з розробленим планом, необхідно було створити велику вільну площу, з врахуванням закономірності зв'язок між центральними та бічними вулицями, яка має стати безпечним місцем проведення торгів та ярмарків і, врешті, окрасою міста.
Упорядкування площі Ринок розпочалося у 1825 — після призначення крайовим інженером Адольфа Маріна.
Спершу площу вирівняли, потім почали укладати бруківку — площа вперше була забрукована у 1840 (з плином часу бруківку замінювали). Завершені роботи приймала спеціальна комісія.

## Архітектурний ансамбль площі

Ратуша. Сучасний вигляд

- Центральною спорудою архітектурного ансамблю площі є будівля Чернівецької міської ради (Чернівецька ратуша).

Зведена в 1843-1847 за проектом Андрія Мікуліча у стилі пізнього класицизму.
У композиційному плані споруда виконана традиційно для міських ратуш.
Будинок близький до квадрата і з внутрішнім двором.
Над усією спорудою височить двоярусна вежа з балконом, оздоблена годинником та мідним шпилем із флагштоком.
До 20-х рр. XX-го століття вежу увінчував золочений орел триметрової висоти. Під час ремонтних робіт 1903 року в кулю під орлом було закладено 20 монет та лист до нащадків. Про долю цих реліквій на разі нічого невідомо. Орла зняли росіяни в 1916 році під час Першої світової війни.
З балкону, що з усіх боків оточує вежу, добре видно все місто. Звичайно, балкон в минулі часи не слугував майданчиком для огляду околиць, а мав цілком практичне призначення: був місцем пожежного дозору. Сьогодні з балкона вежі кожної днини, рівно о 12-ій, на всі чотири сторони міста лунає мелодія популярної пісні буковинського композитора Степана Сабадаша «Марічка», яку виграє на трубі сурмач у буковинському народному вбранні.
Шпиль вежі з мідною позолоченою кулею за австрійської доби увінчувала «пташка» — двоголовий габсбурзький орел. У роки Першої світової війни, коли місто неодноразово переходило з рук у руки, «пташку» демонтували. Відтоді на шпилі змінилося чимало прапорів, як і написів на фронтоні будівлі. Але ратуша незмінно слугувала городянам центром міського самоврядування.
- Ще на початку XX століття на центральній площі розташовувалася ціла низка готелів — тепер немає жодного.

На місці сьогоднішнього Художнього музею (справа від ратуші) стояв «Russie», трішечки вбік від ратуші, — «Weis»; на розі площі і початку теперішньої вулиці Університетської — «Schwarzer Adler» (Чорний орел). Останній спочатку був одноповерховий, згодом перебудований та добудований до триповерхового, вважався найпрестижнішим: усі знамениті гості та урядовці, що прибували до Чернівців, зупинялись саме тут. Цей готель проіснував найдовше, в радянський час під назвою «Верховина» і тільки недавно став головним корпусом Чернівецького торговельно-економічного інституту.

На фотографії: прямо — сучасна вулиця Університетська; зліва — готель «Чорний орел»; справа — п'ятиповерхова будівля готелю «Золотий Лев»;справа перед готелем — будинки, на місці яких зараз знаходиться пам'ятник Тарасу Шевченку і фонтани

- Імпозантна триповерхова споруда теперішнього Художнього музею була зведена впродовж

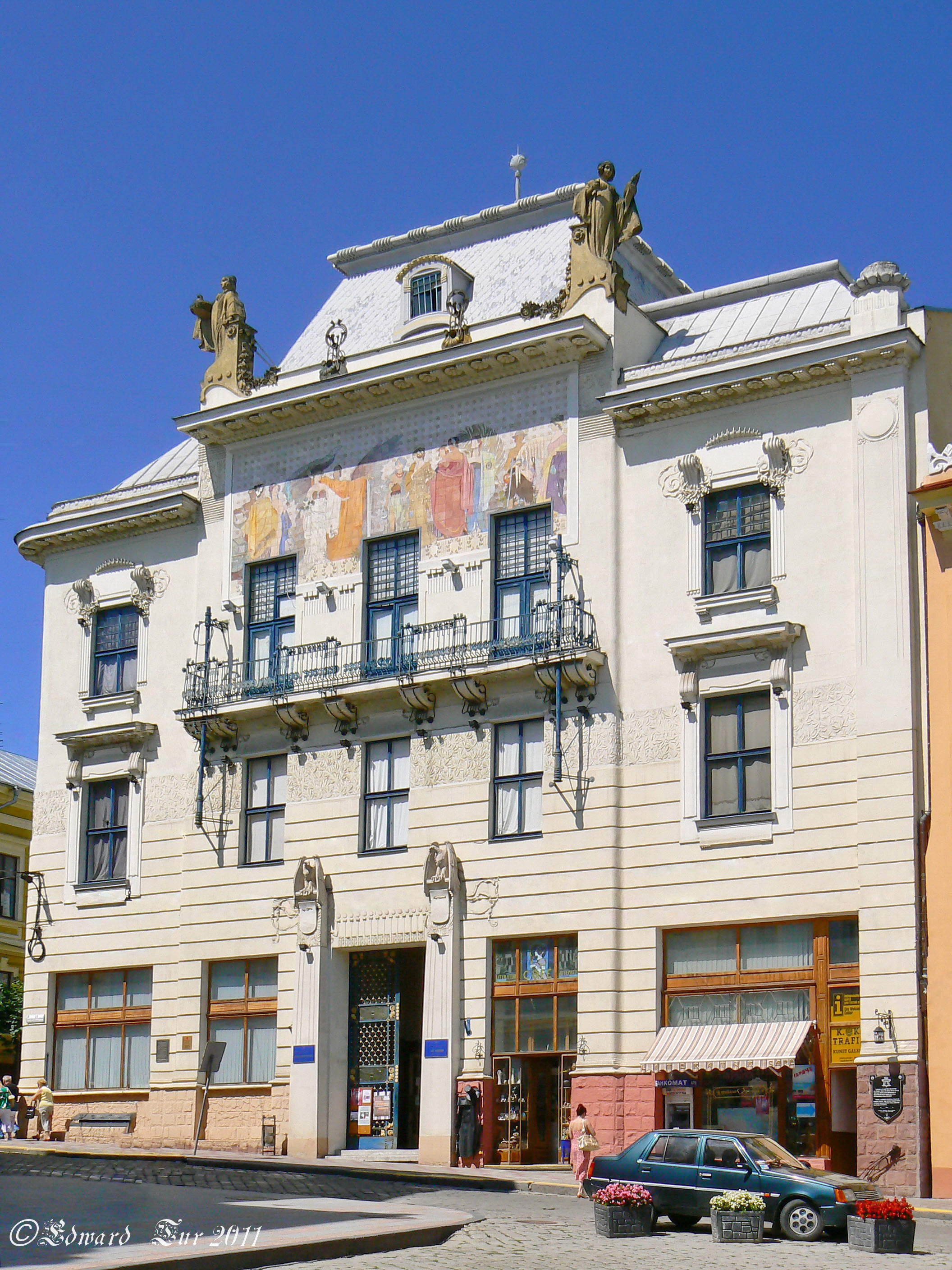
Чернівецький художній музей

1900-1901 рр. на місці готелю «Russie» як будинок Буковинської Ощадної каси («Bukowiner Sparkass»).
Будівля була зведена за проектом віденського архітектора Губерта Гесснера, і вважається класичним зразком віденської сецесії (стиль модерн), однією з найбільш вишуканих пам'яток модерну у Центрально-Східній Європі
Споруда має чіткі симетрії фасаду, на тлі якого трохи виступає центральний ризаліт, що увінчується аттиком з двома скульптурами по краях. Серед оздоб фасаду виділяється майолікове панно, яке прикрашає верхню частину центрального ризаліту.
На панно зображені алегоричні постаті, — це 12 античних богів які символізували 12 коронованих провінцій Австро-Угорщини. Сама Австрія зображена у вигляді дівчини в пурпуровій хламіді в центрі панно, а Буковину символізує юнак із конем в козячій шкурі.
Художній музей вражає й не менш витонченою красою інтер'єрів, в оформленні яких віртуозно поєднані скульптура, живопис, ліпнина, вітражі, художній метал. У внутрішньому оздоблюванні будівлі брав участь знаний український художник Микола Івасюк. Його пензлю належить картина на міфологічний сюжет, яка й досі прикрашає стелю.

Будівля на розі вулиць Головної і імені Ольги Кобилянської в якому знаходився готель «Бель В'ю». Назва готелю відновлена на передній стіні споруди на рівні другого поверху

Експозиція художнього музею дозволяє простежити розвиток живопису на Буковині протягом двох останніх століть. Класична школа представлена полотнами Юстина Пігуляка, Миколи Івасюка, Євгена Максимовича, Августи Кохановської та інших художників, чиї твори прикрашають музеї та картинні галереї багатьох європейських міст.
- Поруч з будинком теперішнього Художнього музею знаходиться Румунське Культурне Товариство імені Міхая Емінеску. Цей будинок був зведений у 50-х роках XIX ст., він служив як особняк губернатора Буковини (Landespräsident); Імператор Франц Йосиф зупинявся тут під час свого візиту до Чернівців у 1855 році. Пізніше використовувався як готель «Вайс» і був викуплений румунським товариством для Румунського Народного Дому (Rumänisches Nationalhaus).
- Навпроти колишнього готелю «Під Чорним Орлом» (на другому розі площі і теперішньої вулиці Університетської) у 1910 році постала розкішна п'ятиповерхова будівля готелю «Золотий Лев». Сьогодні тут розмістилися магазини та житлові приміщення, а також кафедри і гуртожиток університету. Про колишній готель нагадує лише барельєф лева, що завмер навстоячки у геральдичній позі угорі на фасаді кутової башти.
- На розі теперішніх вулиць Руської та Головної був готель «Paris» (Париж), у дворі якого також розташовувалися і конюшні.

Зараз це магазин «Товари для молоді». Готель «Париж» мав 10 номерів, 4 з яких були двомісні. Тут також була кав'ярня та дві стайні на 30 коней. В роки Першої світової війни готель був окупований військовими.
- Східний бік площі колись мав назву «Узвишшя Пардіні», оскільки тут знаходилась знаменита на всі Чернівці «книгарня Пардіні».
- Далі на розі вулиць Кобилянської та Центральної площі й нині милує око споруда колишньої кав'ярні (тоді — із сецисійними інтер'єрами не гірше ніж у Відні чи Парижі) «Габсбург». Зараз тут знаходиться відділення національного банку України.
- Навпроти кав'ярні (між теперішніми вулицями Ольги Кобилянської і Головної) була будівля готелю «Бель В'ю» («прекрасний вид»)[14]. І справді з балкону цього готелю відкривався прекрасний вид на всю площу Ринок, яка була улюбленим місцем зустрічей та прогулянок чернівчан, своєрідним «містом у місті».

Сьогодні Центральна площа не втратила своєї краси привабливості і залишається однією з найкращих площ у місті.

Центральна площа
Центральна площа
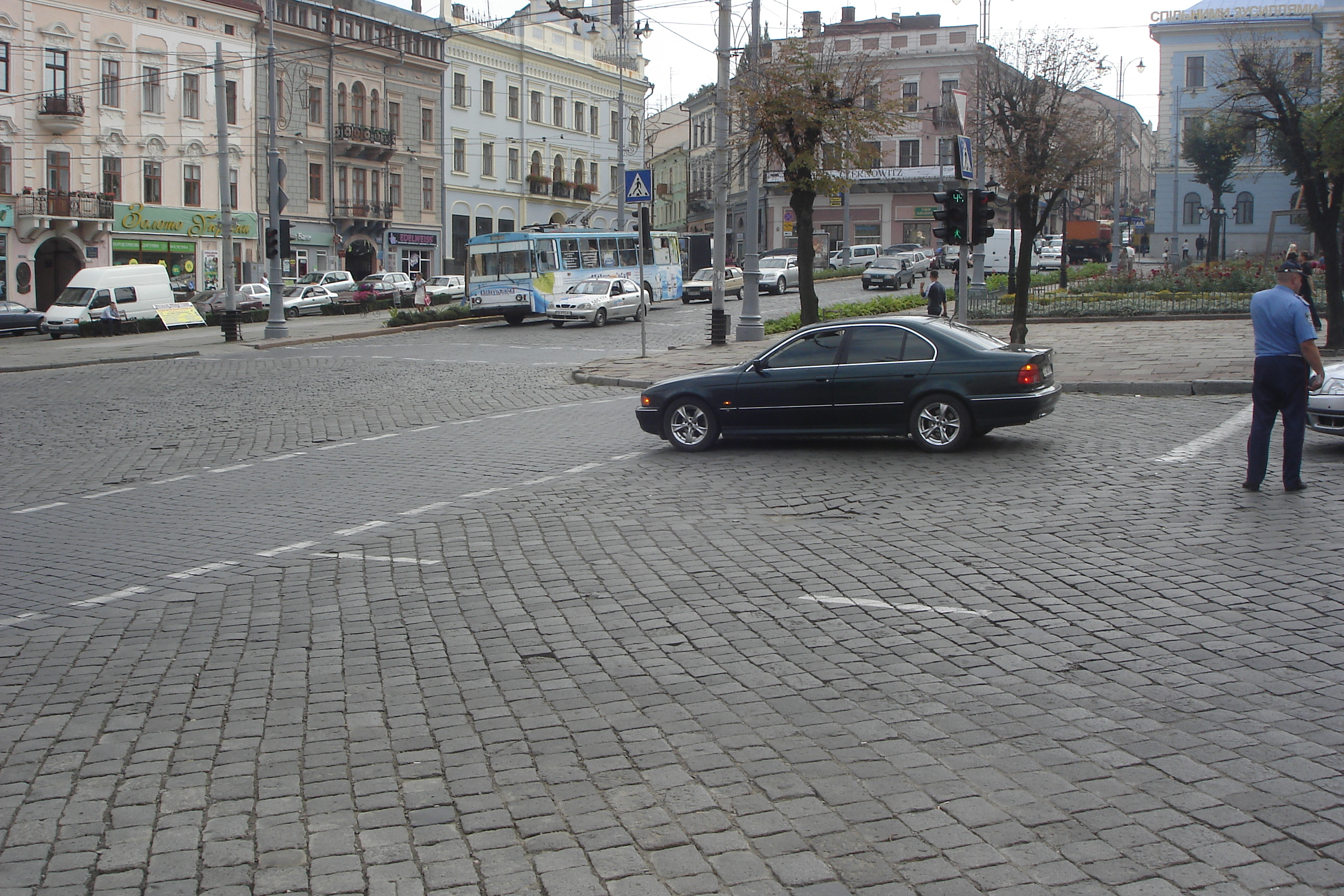
Центральна площа
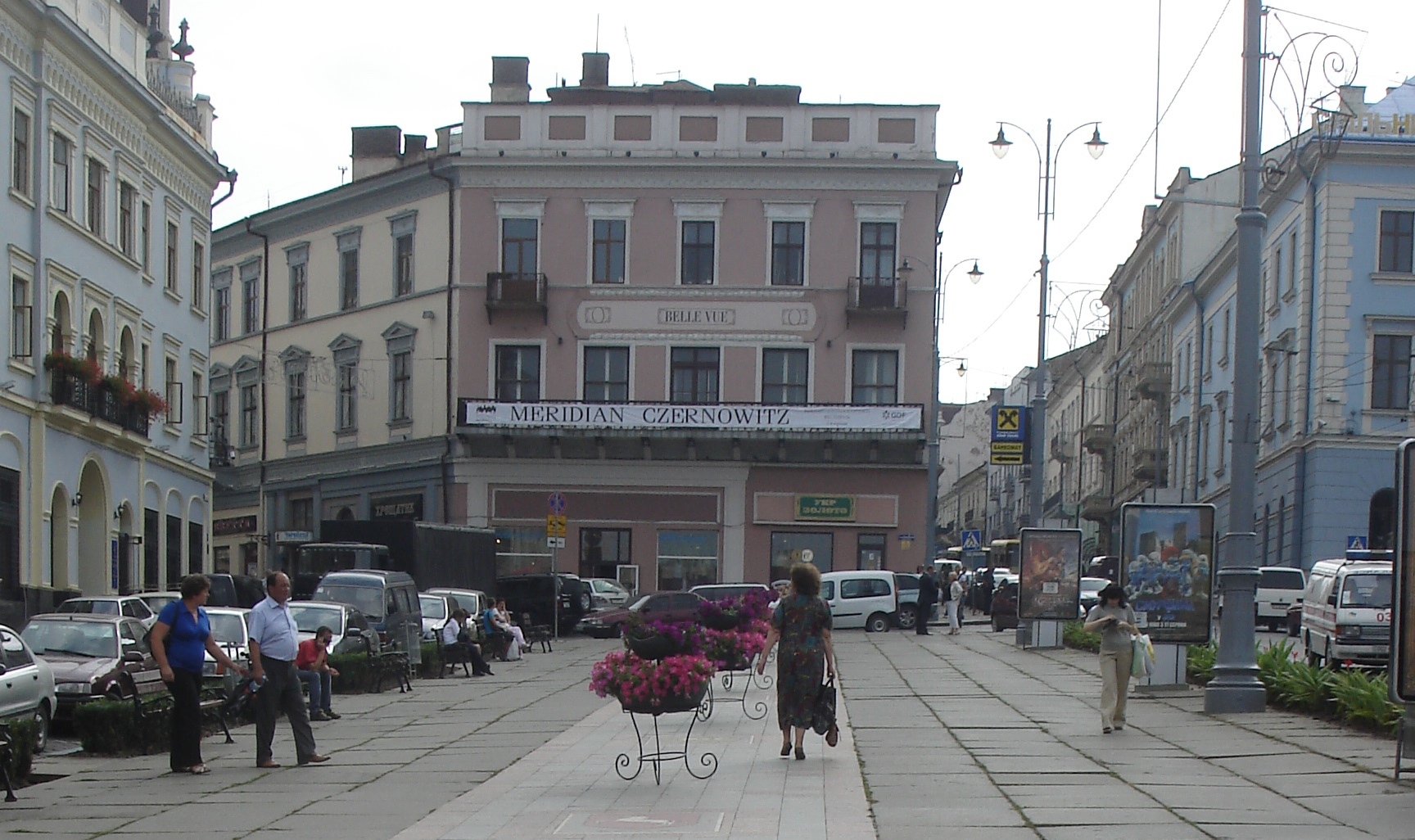
Центральна площа
Румунський Народний Дім
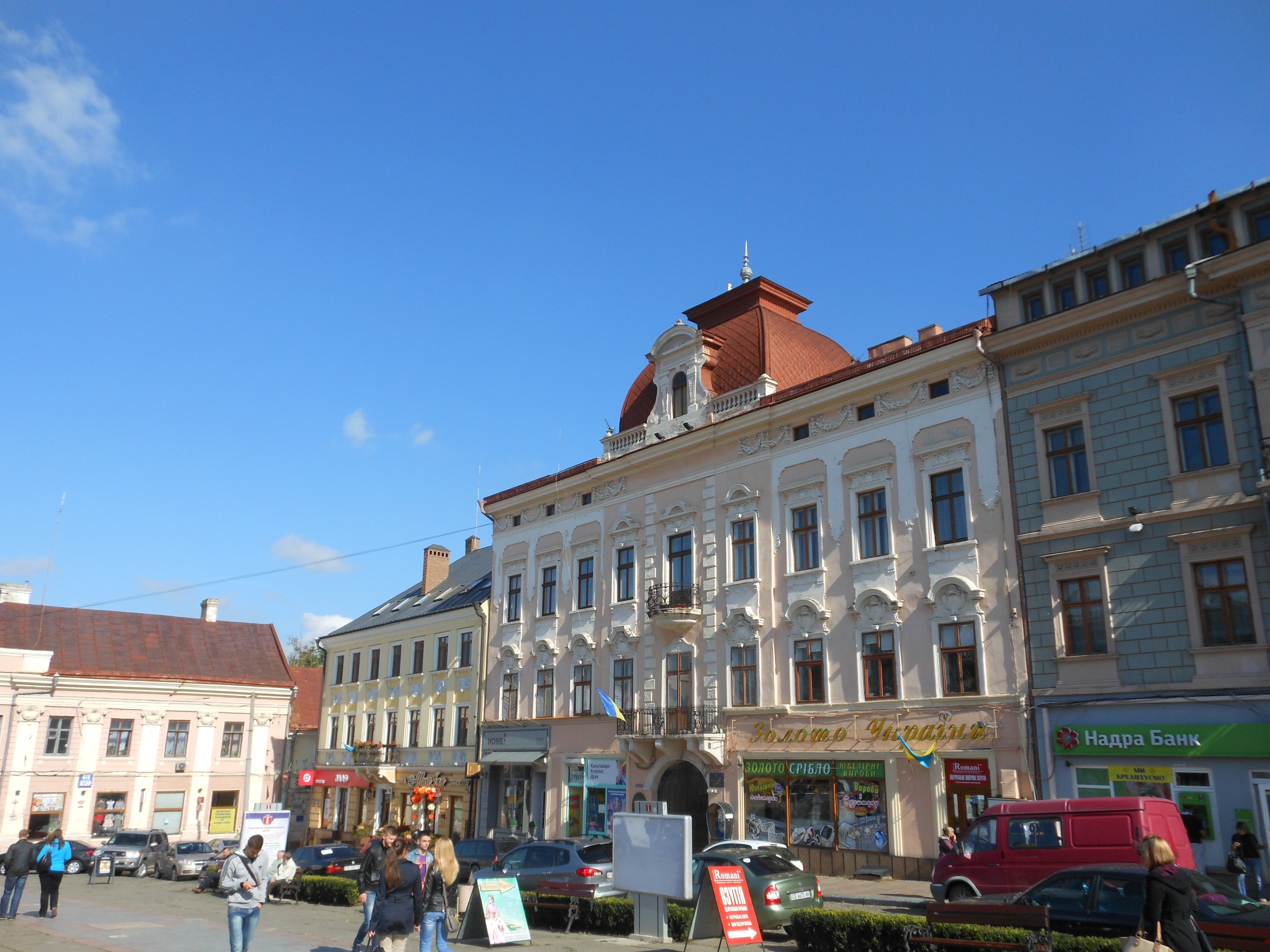
Центральна площа 5

## Пам'ятники
У центрі площі в різні часи височіли різноманітні монументи: В австрійський період тут звели (в 1827 році) монумент Богоматері (Чесного Хреста, Пієту).
У 1924 румунська влада замінила його на скульптурну композицію «Возз'єднання» (Unirii).
В 1940, з приходом радянської влади, на площі височіла червона зірка, а в 1945 ансамбль доповнився 15-метровим дерев'яним обеліском з гербами радянських республік.
У 1951-1991 тут стояла бронзова фігура Володимира Леніна.
Нині на місці численних пам'ятників розбито клумбу з квітами.
Попри свою давню історію, ансамбль Центральної площі набув свого завершення зовсім нещодавно.
У травні 1999 (на другій половині площі — за дорогою, яка ділить площу на дві частини) було урочисто відкрито монумент Тарасові Шевченку.

Монумент «Возз’єднання» (Piata Unirii)
Монумент Богоматері (П`єта)
Пам'ятник Тарасові Шевченку (1999)

## Алея міст-побратимів Чернівців
До святкування 600-річного «Ювілею першої документальної згадки про місто Чернівці» (2008) було створено на Центральній площі міста «Алею міст-побратимів Чернівців».

Міста-побратими Чернівців;
- Подольськ (Російська Федерація)
- Конін (Польща)
- Саскатун (Саскачеван, Канада)
- Сучава (Румунія)
- Назарет Ілліт (Ізраїль)
- Клагенфурт (Австрія)
- Солт Лейк Сіті (Юта, США)

## Примітки

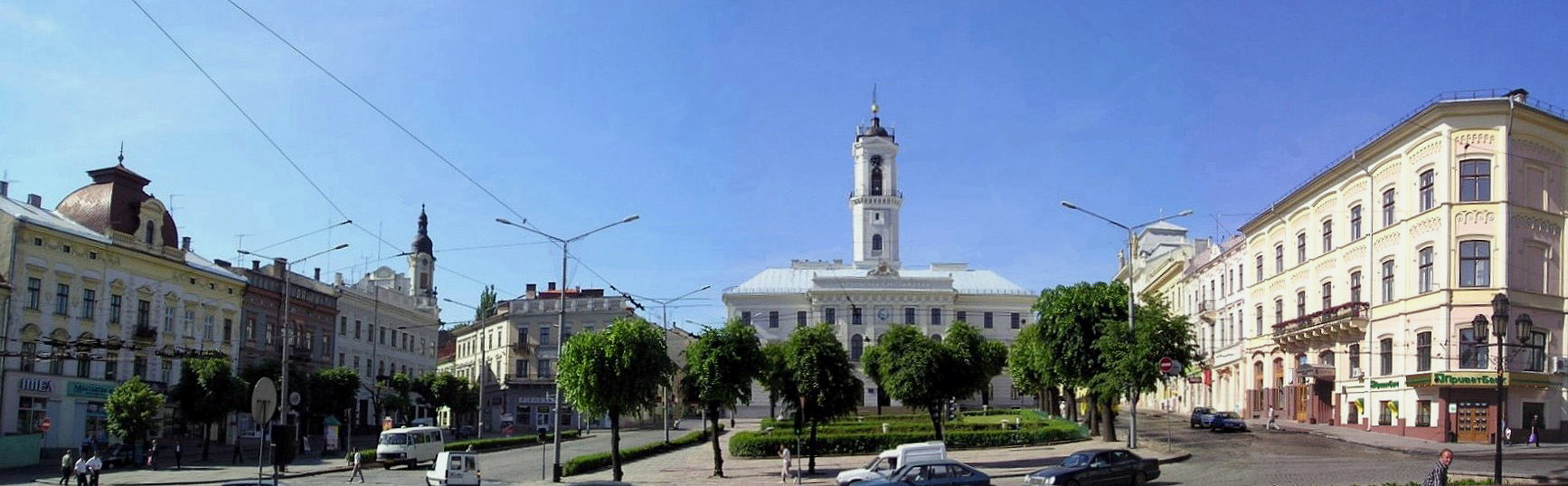
Панорама Центральної площі у Чернівцях (2007)